# Schlammersdorf
Schlammersdorf  je obec ve vládním obvodě Horní Falc v zemském okrese Neustadtu an der Waldnaab v Bavorsku.

## Geografie
Schlammersdorf se nachází v regionu Horní Falc Sever.

### Místní části
Schlammersdorf má devět místních částí.
| - Ernstfeld - Haar - Holzmühle - Menzlas - Moos | - Naslitz - Neumühle - Schlammersdorf - Starkenacker |

## Historie
Schlammersdorf byl součástí bavorského kurfiřtství.  Majiteli byli baroni z Gravenreuthu (linie Schlammersdorfer), jejichž sídlem se stal  Schlammersdorf. Ve Schlammersdorfu byla tři šlechtická sídla. Jedním z nich byl zámek vedle Püttnerova pivovaru. Tento zámek byl obnoven a slouží jako obytná budova, dříve v ní sídlila škola.
Šlechtický rod von Schlammersdorf byl poprvé zmíněn v roce 1309 jménem „Chvnrad Slamerstorf“ v dokumentu kláštera Ensdorfer. Samotné místo je dokumentováno v historických spisech už mnohem dříve. Další venkovské usedlosti rodu byly Menzlas a Naslitz, v roce 2021 patřící obci. V letech 1491 až 1517 vlastnil šlechtické sídlo Schlammersdorf a zboží v Ernstfeldu jako falcké léno Erazmus von Streitberg.
Administrativními reformami v Bavorsku vznikla nařízením z roku 1818 obec v současné podobě.